# People Get Ready
People Get Ready est une célèbre chanson américaine du groupe The Impressions publiée en 1965 sur l'album homonyme. Considéré comme une des meilleures chansons du groupe, elle est classée 24e sur la liste des 500 plus grandes chansons de tous les temps selon Rolling Stone Magazine. 
La chanson a été reprise par de nombreux interprètes parmi lesquels on peut citer Aretha Franklin, Bob Marley, Jeff Beck, Bob Dylan, Phil Collins, Dusty Springfield, Prince, U2, The Meters…

## Succès
- La chanson a atteint le #3 au Billboard R&B Chart en 1965.
- La chanson a atteint le #14 au Billboard Pop Chart en 1965.
- Le Rolling Stone Magazine l'a classée « 24e meilleure chanson de tous les temps », et #20 sur sa liste des 100 plus grands morceaux de guitare.
- Elle fait partie des  Rock and Roll Hall of Fame's 500 Songs that Shaped Rock and Roll.
- Elle figure aussi parmi le Top 10 Best Songs Of All Time, établi par un jury de 20 personnalités du monde de la musique dont Paul McCartney, Brian Wilson ou encore Hal David pour le magazine Mojo.
- Elle a intégré le Grammy Hall of Fame en 1998.

## Reprises
La chanson du groupe The Impressions a été reprise au cours des années par des interprètes connus.
La liste ci-dessous reprend l'ensemble des reprises et samples réalisés par les chanteurs
| Interprète                      | Titre de l'album                             | Titre de la chanson | Type d’interprétation | Année de parution |
| ------------------------------- | -------------------------------------------- | ------------------- | --------------------- | ----------------- |
| Vanilla Fudge                   | Vanilla Fudge                                | People Get Ready    | Reprise               | 1967              |
| Aretha Franklin                 | Lady Soul                                    |                     | Reprise               | 1968              |
| Bob Marley                      | Exodus                                       |                     | Sample                | 1977              |
| Macklemore                      | The Heist                                    | One Love            | Sample                | 2012              |
| The Game                        | The R.E.D.                                   |                     | Sample                | 2009              |
| Seal                            | Soul                                         |                     | Reprise               | 2008              |
| Alicia Keys feat. Lyfe Jennings | BO Glory road                                |                     | Reprise               | 2006              |
| Al Green & Heather Headley      | Oh Happy Day : An All-Star Music Celebration |                     | Reprise               | 2009              |
| Jeff Beck & Rod Stewart         | Flash (album de Jeff Beck) (en)              |                     | Reprise               | 1985              |
| Phil Collins                    | Live USA                                     |                     | Reprise               | 1983              |
| Petula Clark                    | Memphis                                      |                     | Reprise               | 1970              |
| Ziggy Marley                    | Fallen Is Babylon (en)                       |                     | Reprise               | 1997              |